# PGC 10340
LEDA/PGC 10340 bzw. LEDA/PGC 10922 ist eine linsenförmige Galaxie vom Hubble-Typ S0 im Sternbild Oktant am Südsternhimmel. Sie ist schätzungsweise 208 Millionen Lichtjahre von der Milchstraße entfernt und hat einen Durchmesser von etwa 130.000 Lichtjahren.
Im selben Himmelsareal befinden sich unter anderem die Galaxien LEDA 221416, LEDA 221449, LEDA 221644, LEDA 222063.